# Kepuhrejo (Gampengrejo)
Kepuhrejo is een bestuurslaag in het regentschap Kediri van de provincie Oost-Java, Indonesië. Kepuhrejo telt 1955 inwoners (volkstelling 2010).